# Mirja Burlin
Mirja Margareta Burlin, född 8 september 1971 i Luleå, är en svensk skådespelare och sångare. Släktnamnet Burlin har sitt ursprung i 1800-talets Västerbotten med anknytning till orterna Burträsk och Bureå.

## Biografi
Burlin har främst varit verksam på olika teaterscener i Göteborg. Tillsammans med sångaren Iris Esell startade hon klubben Divàn. Sitt genombrott fick hon i Little Voice på Göteborgs Stadsteater 1993. Hon spelade kaninen i SVT:s julkalender När karusellerna sover 1998. Hon gjorde titelrollen som Klara Fina Gulleborg i Folkteatern i Göteborgs Kejsarinnan (en version av Selma Lagerlöfs Kejsarn av Portugallien) 1999.
Sin komiska talang fick hon användning för i Kent Anderssons revyer på teatern Aftonstjärnan, där hon blev något av en publikfavorit. Hon har även turnerat med Riksteatern och spelat på Backa Teater, bland annat i Hatten är din 2002 och Don Juan 2004. Mera komik blev det i radioprogrammen Salva och Äntligen tisdag i Sveriges Radio P3. I TV har hon också setts i Ronny Erikssons Bondånger och dramaserien Orka! Orka!

## Filmografi
- 1996 – Harry & Sonja
- 1997 – Änglarna sover (TV-serie)
- 1997 – Bondånger (TV-serie)
- 1998 – När karusellerna sover (TV-serie)
- 2001 – Sjätte dagen (TV-serie)
- 2003 – Så kan det gå
- 2004 – Orka! Orka! (TV-serie)
- 2005 – Häktet (TV-serie)
- 2005 – En decemberdröm (TV-serie)
- 2006 – Den som viskar (TV-serie)
- 2008 – Patrik 1,5
- 2011 – Solsidan (TV-serie)
- 2011 – Anno 1790 (TV-serie)
- 2012 – Dublin
- 2012 – Arne Dahl: De största vatten
- 2013 – Tyskungen
- 2016 – Siv sover vilse
- 2018 – Det som göms i snö
- 2018 – Springfloden (TV-serie)

## Teater

### Roller (ej komplett)
| År   | Roll          | Produktion                                      | Regi              | Teater                |
| ---- | ------------- | ----------------------------------------------- | ----------------- | --------------------- |
| 2002 |               | Hatten är din Mats Kjelbye                      | Alexander Öberg   | Backa teater          |
| 2006 |               | Rosens namn Umberto Eco                         | Jasenko Selimović | Göteborgs Stadsteater |
| 2006 |               | Körsbärsträdgården Anton Tjechov                | Rimas Tuminas     | Göteborgs Stadsteater |
| 2007 | Hildur Palm   | Bröllopsbesvär Stig Larsson efter Stig Dagerman | Johan Wahlström   | Göteborgs stadsteater |
| 2008 | Marie Nilsson | Kuta och kör Ray Cooney                         | Bo Hermansson     | Lorensbergsteatern    |
| 2009 | Åsa           | Mig äger ingen Åsa Linderborg                   | Eva Gröndahl      | Teater Västmanland    |

### Fotnoter
1. ↑  ”Hatten är din”. Backa teater. Arkiverad från originalet den 23 februari 2018. https://web.archive.org/web/20180223051622/http://www.stadsteatern.goteborg.se/backa-teater/pa-scen/2000-2009/hatten-ar-din/. Läst 22 februari 2018.
2. ↑  Göteborgs stadsteater (30 november 2006). ”PRESSMEDDELANDE FRÅN GÖTEBORGS STADSTEATER”. Pressmeddelande.  Läst 1 april 2016.
3. ↑  ”Succépremiär för Thomas Petersson och Brasse i ”Kuta och Kör” på Lorensbergsteatern i Göteborg”. MyNewsdesk. Arkiverad från originalet den 1 juli 2015. https://web.archive.org/web/20150701015630/http://www.mynewsdesk.com/se/2egroup/pressreleases/succepremiaer-foer-thomas-petersson-och-brasse-i-kuta-och-koer-paa-lorensbergsteatern-i-goeteborg-244544. Läst 28 juni 2015.
4. ↑  Mikael Löfgren (28 september 2009). ”'Mig äger ingen' på Teater Västmanland på Västerås teater”. Dagens Nyheter. https://www.dn.se/kultur-noje/scenrecensioner/mig-ager-ingen-pa-teater-vastmanland-pa-vasteras-teater/. Läst 1 december 2024.